# Pawel Koroljow
Pawel Koroljow (russisch Павел Королёв; * 16. November 1988) ist ein russischer Straßenradrennfahrer.
Pawel Koroljow begann seine Karriere 2009 bei dem russischen Cycling Team Kuban, welches eine UCI-Lizenz als Continental Team besaß. In seinem ersten Jahr dort wurde er zweimal Etappenzweiter beim Kuban Stage Race. Außerdem belegte er den neunten Platz bei dem Eintagesrennen Mayor Cup. In der Saison 2011 gewann Koroljow die dritte Etappe beim Grand Prix of Sochi.

## Erfolge
2011
- eine Etappe Grand Prix of Sochi

## Teams
- 2009 Cycling Team Kuban

- 2011 Cycling Team Kuban